# Iż-Żurrieq
Iż-Żurrieq, connue aussi comme Żurrieq, est l'un des plus vieux villages de Malte, avec une population de 12 000 habitants. Il est situé au sud de Malte.
Żurrieq fait partie du cinquième district et vote pour élire le conseil local tous les trois ans. Son maire est d'ailleurs un des sept membres de ce conseil.
On trouve à Żurrieq des ruines datant de l'âge du bronze, ainsi que des structures romaines. Les bâtiments illustrent les différentes colonisations de l'île : Phéniciens, Carthaginois, Romains et Grecs.
Żurrieq possède une profonde tradition catholique : tous les ans, des fêtes somptueuses en l'honneur de Sainte Catherine sont organisées, regroupant les groupes de musique locaux, avec feux d'artifice, décorations murales, guirlandes électriques, qui en font une des plus couteuses de l'île.

## Géographie
| L-Imqabba | Ħal Kirkop       | Ħal Safi   |
| Il-Qrendi | Iż-Żurrieq       | Birżebbuġa |
|           | Mer Méditerranée |            |

## Patrimoine et culture

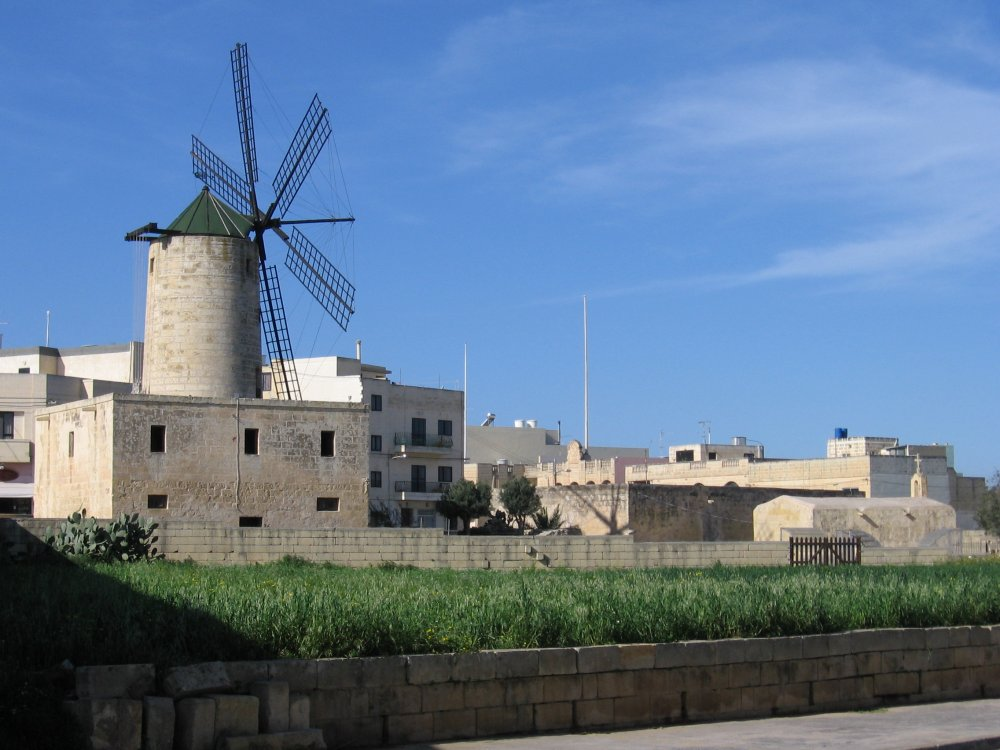
Le Mithna Tax-Xarolla

Le  Mithna Tax-Xarolla est un moulin à vent construits en 1724 à la demande du grand maître Antonio Manoel de Vilhena sur un terrain appartenant à l'ordre de Saint-Jean de Jérusalem au lieu-dit « Xarolla ». Il a fonctionné jusqu'en 1939. Une première restauration en 1946 suivie d'une deuxième dans les années 1960 permettent de sauver son mécanisme mais une tempête en 1979 détruit ses ailes. En 2000, le Kunsill Lokali de Żurrieq en devient propriétaire après une troisième restauration en 1992 faisant de ce moulin l'un des deux seuls moulins pouvant encore fonctionner à Malte avec le mithna ta' Kola à Xaghra sur Gozo. Une nouvelle tempête, le 5 mars 2009, détruit une fois encore ses ailes qui ont été depuis restaurées. Il possèderait toujours des parties de son mécanisme d'origine lui permettant encore de moudre. Aujourd'hui, il est utilisé par le Kunsill Lokali comme un espace pour organiser des activités culturelles,.

## Jumelage
La ville de Żurrieq est jumelée avec les villes de : 
| Ville | Ville          | Pays | Pays           | Période     |
| ----- | -------------- | ---- | -------------- | ----------- |
|       | Borgo Maggiore |      | Saint-Marin    |             |
|       | Morphou,       |      | Chypre du Nord | depuis 2002 |
|       | Taverna        |      | Italie         |             |

## Sources
- (en) Cet article est partiellement ou en totalité issu de l’article de Wikipédia en anglais intitulé « Żurrieq » (voir la liste des auteurs).